# Schuring
Schuring is een buurtschap van de gemeente Hoeksche Waard, in de Nederlandse provincie Zuid-Holland. De buurtschap ligt aan de Schuringsedijk tussen Numansdorp en Strijen.
Schuring is in 1642 ontstaan, rondom de uitwateringssluis van de Numanspolder.

## Watersnood
In 1953 zijn er een aantal woningen aan de Korte en Lange Boomweg weggespoeld, waardoor een 55-tal mensen zijn verdronken. Na de ramp zijn er Zweedse noodwoningen neergezet.